# Маслюх Андрій Миколайович
Маслю́х Андрі́й Микола́йович (*3 червня 1975, Львів) — український перекладач.

## Біографія
Народився 1975 року у Львові. Батько за освітою — інженер-електронщик, мати — домогосподарка. Має молодшого на 13 років брата Тараса. Навчався на індивідуальній формі у звичайній львівській школі № 70. Англійською захопився у 80-х роках, коли родичі з Америки передплатили для нього англомовний журнал «National Geographic».
Попри проблеми зі здоров'ям (наслідки ДЦП), у 1998 закінчив Львівський національний університет імені Івана Франка (англійська філологія, диплом з відзнакою). Вже в університеті багато перекладав українською з англійської, зокрема оповідання Конан Дойля про Шерлока Голмса. У 2001—2003 роках навчався в Центрі італійської мови і культури при ЛНУ ім. Івана Франка.
З кінця 1998 співпрацює як перекладач-фрилансер із українськими видавництвами (Свічадо, Видавництво Старого Лева, Скриня), Товариством Ісуса в Україні («Ігнатіянська серія»).
У 2008 стажувався в науково-дослідницькому центрі «Еціо Алетті» при Папському Східному інституті (Рим, Італія). З січня 2015 року працює перекладачем у Центрі міської історії Центрально-Східної Європи. Член журі конкурсу «Найкраща книга Форуму видавців» 2011 року і перекладацької премії «Метафора» (з 2013 року). Бере участь у проекті Дерев'яні храми України.
Мешкає у Львові. Одружений, має доньку.

## Творчість
За фахом перекладача працює з 1998 року, перекладає переважно українською з англійської та італійської. Володіє російською, польською, частково — іспанською, французькою, німецькою, латиною.
У 1999 році переклав для видавництва «Свічадо» другий том збірки духовних притч «Молитви жаби» індійського єзуїта Ентоні де Мелло. Видання стало дебютним перекладом Маслюха.
Серед опублікованих перекладів — твори св. Ігнатія з Лойоли, св. Терези з Авіли, св. Йоана від Хреста, Клайва Стейплза Льюїса, Ентоні де Мелло, Джеремі Кларксона, Умберто Еко, Андреа Каміллері, Анджели Нанетті, Паоло Джордано.
Уривки з перекладів і статті можна переглянути на персональному вебсайті «Драгоманія» [Архівовано 6 листопада 2013 у Wayback Machine.].
У 2017 році спробував себе в ролі письменника. Його оповідання «Трамвай № N» увійшло до збірки «10 історій для хлопців» (Видавництво Старого Лева, 2017).

## Перекладацький доробок
- Клайв Стейплз Люїс, «Просто християнство» (Львів: Свічадо, 2018)
- Арундаті Рой, «Бог Дрібниць» (Львів: Видавництво Старого Лева, 2018)
- Анджела Нанетті, «Чоловік, який вирощував комети» (Львів: Видавництво Старого Лева, 2016)
- Паоло Джордано, «Чорне і сріблясте» (Львів: Видавництво Старого Лева, 2016)
- Паоло Джордано, «Самотність простих чисел» (Львів: Видавництво Старого Лева, 2016)
- Джеремі Кларксон, «Джеремі Кларксон та світ довкола» (Львів: Видавництво Старого Лева, 2015)
- Тома Шпідлік, «Професор Уліпіспірус та інші історії» (Львів: Скриня, 2015)
- Анджела Нанетті, «Мій дідусь був черешнею» (Львів: Видавництво Старого Лева, 2015)
- Жиль Кюссон, «Духовні вправи у повсякденному житті» (Львів: Свічадо, 2014)
- «Як давати Духовні вправи» (Львів: Свічадо, 2014)
- Марк Твен, «Листи з Гаваїв (лист четвертий)» (Київ: «Всесвіт», № 9-10, 2013)
- Олдос Гакслі, «Атитлан» (Київ: «Українська культура», № 9-10, 2013)
- Умберто Еко, «Відкриття Америки» (Київ: «Всесвіт», № 1-2, 2013)
- св. Йоан від Хреста, «Сходження на гору Кармель» (Львів: Свічадо, 2012)
- св. Йоан від Хреста, «Темна ніч» (Львів: Свічадо, 2012)
- Андреа Каміллері, «Почерк митця» (Київ: «Всесвіт», № 5-6, 2011)
- Клайв Стейплз Люїс, «Космічна трилогія: За межі Мовчазної планети. Переландра» (Львів: Свічадо, 2010)
- Клайв Стейплз Люїс, «Космічна трилогія: Мерзенна сила» (Львів: Свічадо, 2010)
- Марек Інґльот, «Товариство Ісуса в Російській імперії (1772—1820) і його участь у загальному відновленні Товариства» (Львів: Свічадо, 2009)
- св. Тереза з Авіли, «Шлях досконалості» (Львів: Свічадо, 2008)
- св. Тереза з Авіли, «Внутрішній замок» (Львів: Свічадо, 2008)
- св. Ігнатій з Лойоли, «Заповіт прочанина» (Львів: Свічадо, 2004)
- св. Ігнатій з Лойоли, «Духовні вправи» (Львів: Свічадо, 2006)
- св. Ігнатій з Лойоли, «Конституції Товариства Ісуса» (Львів: Свічадо, 2005)
- Ґері Чепмен, «П'ять мов любови у підлітків» (Львів: Свічадо, 2007)
- Тома Шпідлік, «Мистецтво очищувати серце» (Львів: Свічадо, 2006)
- Ентоні де Мелло, «Молитва жаби», т. 2 (Львів: Свічадо, 1999)
- Генрі Ноуен, «Тут і тепер» (Львів: Свічадо, 2003)
- Джозеф Райя, «Вінчання — християнське подружжя» (Львів: Свічадо, 2003)
- Лаврентій Гуцуляк, «Божественна літургія св. Йоана Золотоустого в Київській митрополії після Унії з Римом (період 1596—1839 рр.)» (Львів: Свічадо, 2003)
- Жан Ваньє, «Спільнота — місце радості та прощення» (Львів: Свічадо, 2001)
- Боб Барнс, «Як вітчимові стати батьком» (Львів: Свічадо, 2006)
- «Обіцянка» (посібник для катехита, Львів: Свічадо, 2001)
- «Відповідь» (посібник для катехита, Львів: Свічадо, 2003)
- «Відповідь» (книга для учнів, Львів: Свічадо, 2003)
- «Мандрівка» (книга для учнів, Львів: Свічадо, 2004)
- «Мандрівка» (посібник для катехита, Львів: Свічадо, 2004)
- «Преображення» (книга для учнів, Львів: Свічадо, 2005)
- «Преображення» (посібник для катехита, Львів: Свічадо, 2005)
- «Світло життя, частина 1: Тайна, в яку віримо» (Львів: Свічадо, 2003)
- «Світло життя, частина 3: Тайна, якою живемо» (Львів: Свічадо, 2003)
- «Приготування до святого таїнства Покаяння / Приготування до святого таїнства Євхаристії» (Львів: Свічадо, 2006)
- «Directory of the Monasteries, Orders, Congregations and Institutes of Consecrated life in the Ukrainian Greek Catholic Church» (Львів: Свічадо, 2006)

## Статті та інтерв'ю
- «Клайв С. Льюїс дивує світ ще й досі» [Архівовано 15 квітня 2015 у Wayback Machine.] («Літакцент», 15 квітня 2011)
- «Космічна трилогія» К. С. Люїса: актуальна forever" [Архівовано 25 лютого 2017 у Wayback Machine.] («Читомо», 9 березня 2011)
- «Мерзенна сила» К. С. Люїса: нотатки перекладача" [Архівовано 4 березня 2016 у Wayback Machine.] (РІСУ, 18 лютого 2011)
- Інтерв'ю [Архівовано 4 березня 2016 у Wayback Machine.] для Gazeta.ua (7 серпня 2014)
- Інтерв'ю [Архівовано 4 квітня 2016 у Wayback Machine.] для журналу «Кана» (жовтень 2013)
- Андрій Маслюх: «Мене більше цікавлять речі, які витримали перевірку часом» [Архівовано 21 липня 2014 у Wayback Machine.] («Alarum», 14 листопада 2012)
- Інтерв'ю [Архівовано 8 березня 2014 у Wayback Machine.] у рамках серії інтерв'ю з перекладачами художньої літератури на блозі WhyTranslator («WhyTranslator», 1 лютого 2010)

## Відзнаки
2012 — лауреат премії «METAPHORA» за переклад есеїв Умберто Еко («Відкриття Америки») та Олдоса Гакслі («Атитлан»);
2013 — лауреат премії «METAPHORA» за переклад «Листів Марка Твена з Гаваїв» (лист 4-й). У 2013—2014 роках був одним із членів журі згаданого конкурсу.
2015 — книжка «Мій дідусь був черешнею» Анджели Нанетті увійшла до Коротких списків «Книжки року'2015».

## Рецензії
- Малий Тоніно у дорослому світі [Архівовано 7 березня 2016 у Wayback Machine.] (Марія Удуд, «Букмоль»)
- Так вони стають міцнішими [Архівовано 4 березня 2016 у Wayback Machine.] (Ганна Улюра, «Збруч»)
- Доки тебе хтось любить, померти неможливо [Архівовано 3 березня 2016 у Wayback Machine.] (Христина Содомора, ВСЛ)
- Іронічна колумністика Джеремі Кларксона [Архівовано 15 лютого 2016 у Wayback Machine.] (Микола Петращук, «Друг читача»)